# Calochortus
Calochortus eller prärieliljesläktet är ett släkte av liljeväxter, som ingår i familjen liljeväxter, med ca 70 arter, alla förekommande i Nordamerika (främst västra USA).

## Beskrivning
Calochortus har en eller flera blommor på en stam som utgår från en lök, vanligtvis på våren eller tidigt på sommaren. Till skillnad från de flesta andra Liliaceae skiljer sig Calochortus kronblad i storlek och färg hos dess täckblad. Blommor kan vara vita, gula, rosa, lila, blåaktiga eller strimmiga. Kronbladens insidor är ofta mycket "håriga". Dessa hårstrån, tillsammans med nektarn, används ofta för att skilja arter från varandra.

## Förekomst och livsmiljö
Släktet Calochortus omfattar ca 70 arter fördelade från sydvästra British Columbia, genom Kalifornien och Mexiko, till norra Guatemala och österut till New Mexico, Nebraska och Dakota. Calochortus är den mest spridda släkten Liliaceae på den nordamerikanska Stillahavskusten. Av dessa är 28 arter endemiska för Kalifornien.
År 1998 genomförde T. B. Patterson en fylogenetisk analys av släktet och delade upp det i sju huvuddelar. Studien visade på starkt lokaliserad specialisering, så att olika grupper var starkt kopplade till specifika livsmiljöer, enligt följande:
- Mariposas: torra gräsmarker, öppen kaktusmark, halvöknar,
- Stjärntulpaner: våta ängar,
- Kattöron: montan skogsmark,
- Fe-lyktor: ekskogar, täta skogar.

## Användning

### Matlagning
Lökarna av många arter äts av indianer. De äts råa, eller samlades på hösten och kokades, och blomknopparna när de var unga och färska. De åts av mormonska bosättare mellan 1853 och 1858 när hungersnöd hotade nya invandrare i Great Salt Lake Valley på grund av felslagna skördar.
Indianer kallade Calochortus "sego" och använde den som mat, i ceremonier och som en traditionell medicinalväxt.

### Odling
Vissa Calochortusarter odlas som prydnadsväxter av specialskolor och handelsträdgårdar till försäljning. Lökarna planteras för sina blommor, i traditionella, inhemska trädgårdar och naturträdgårdar, i stenpartier och i krukodlingar.

## Bilder

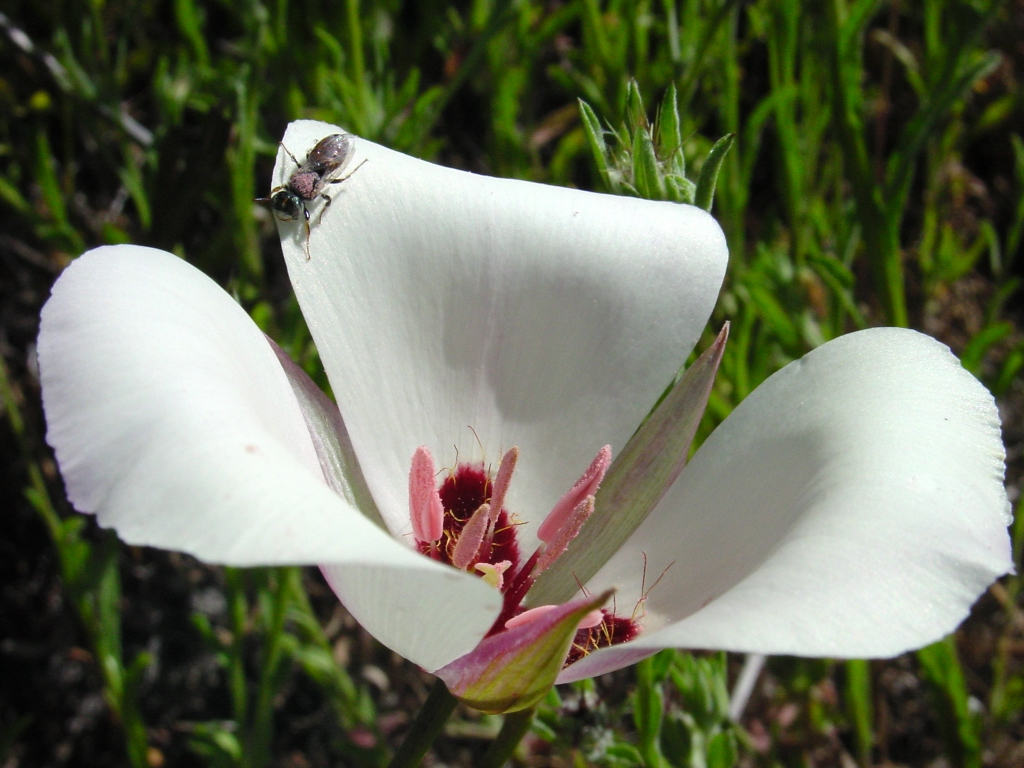
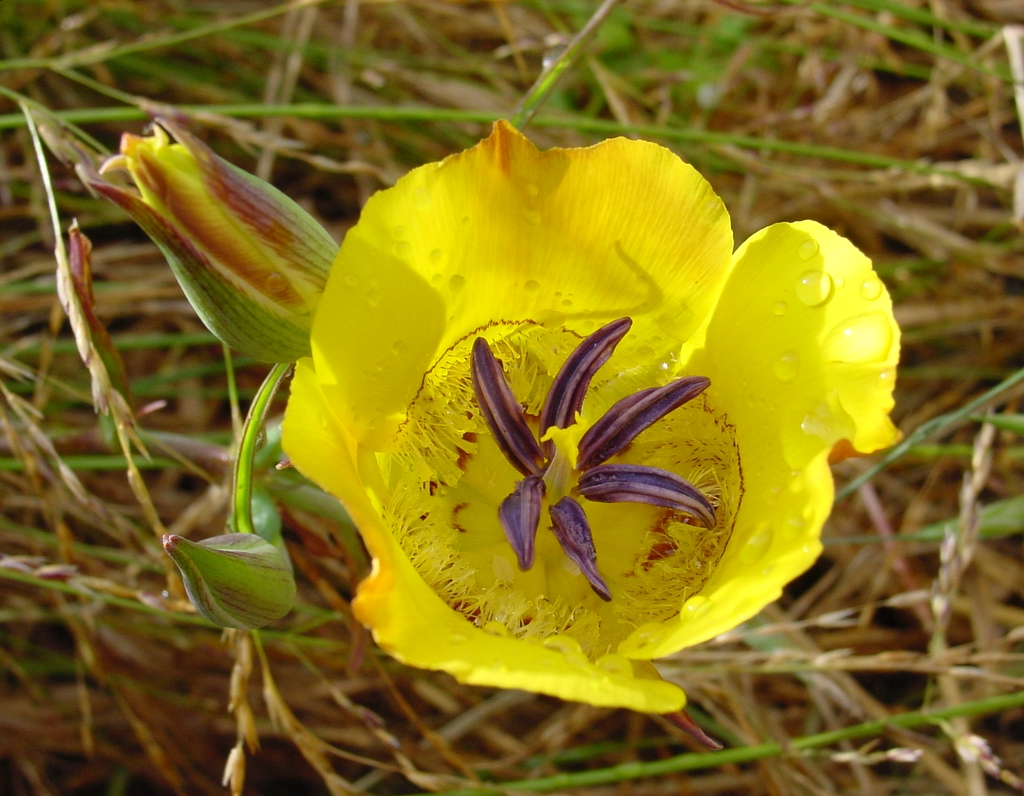
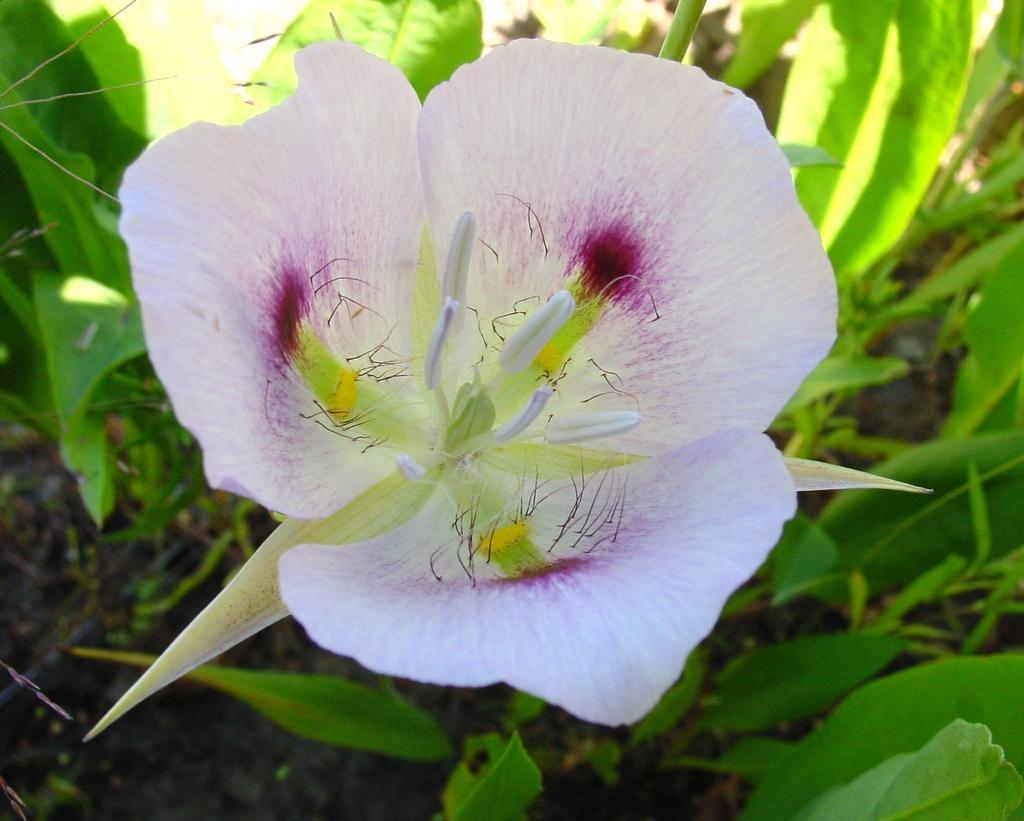
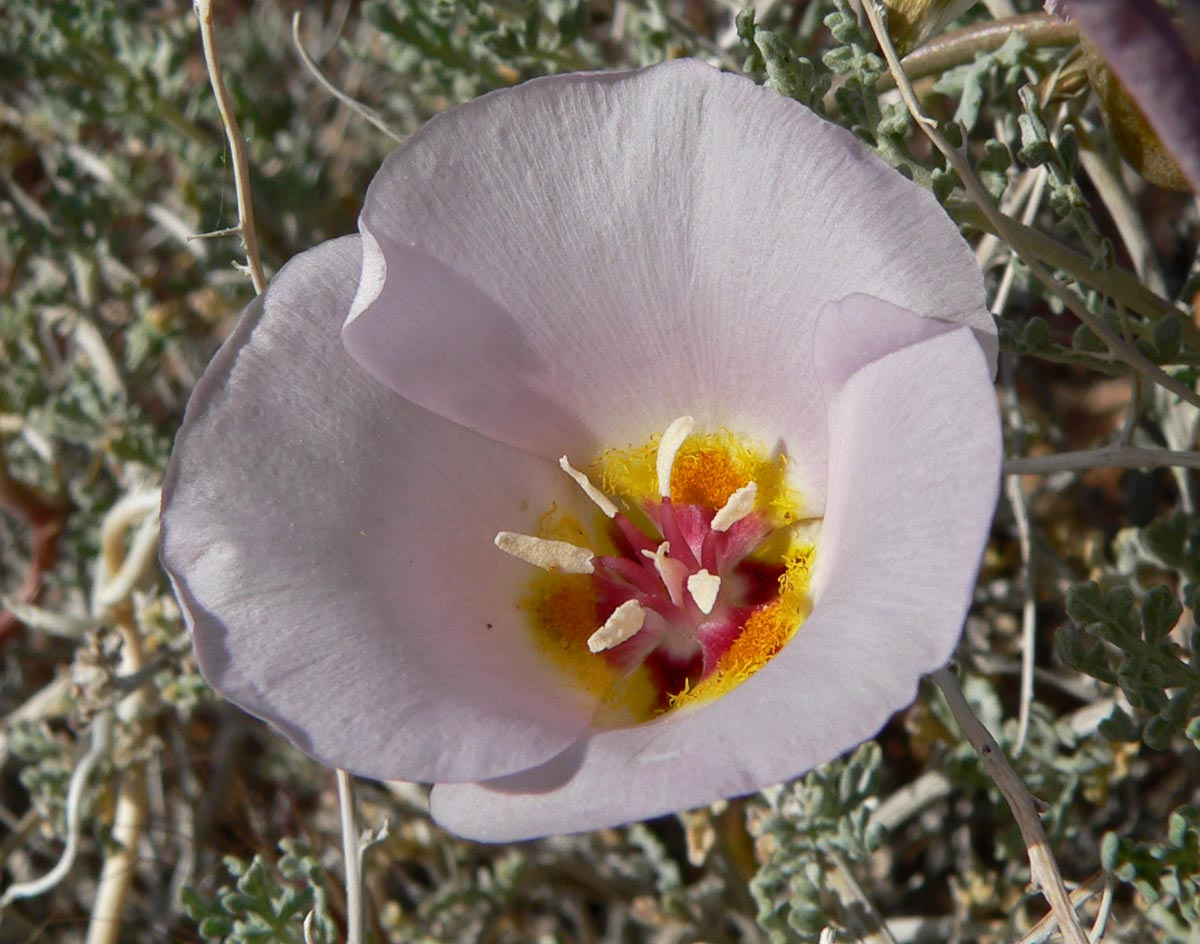
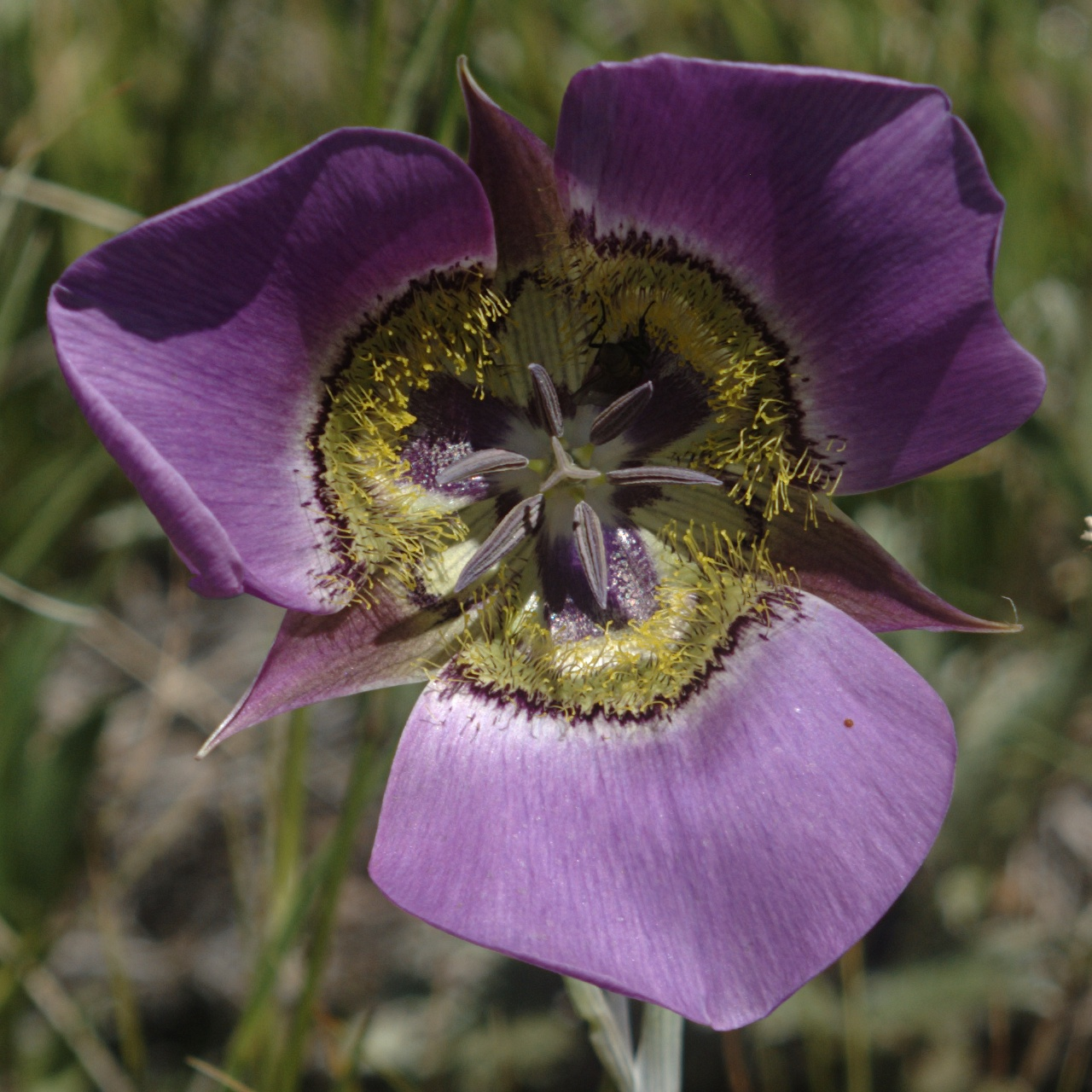
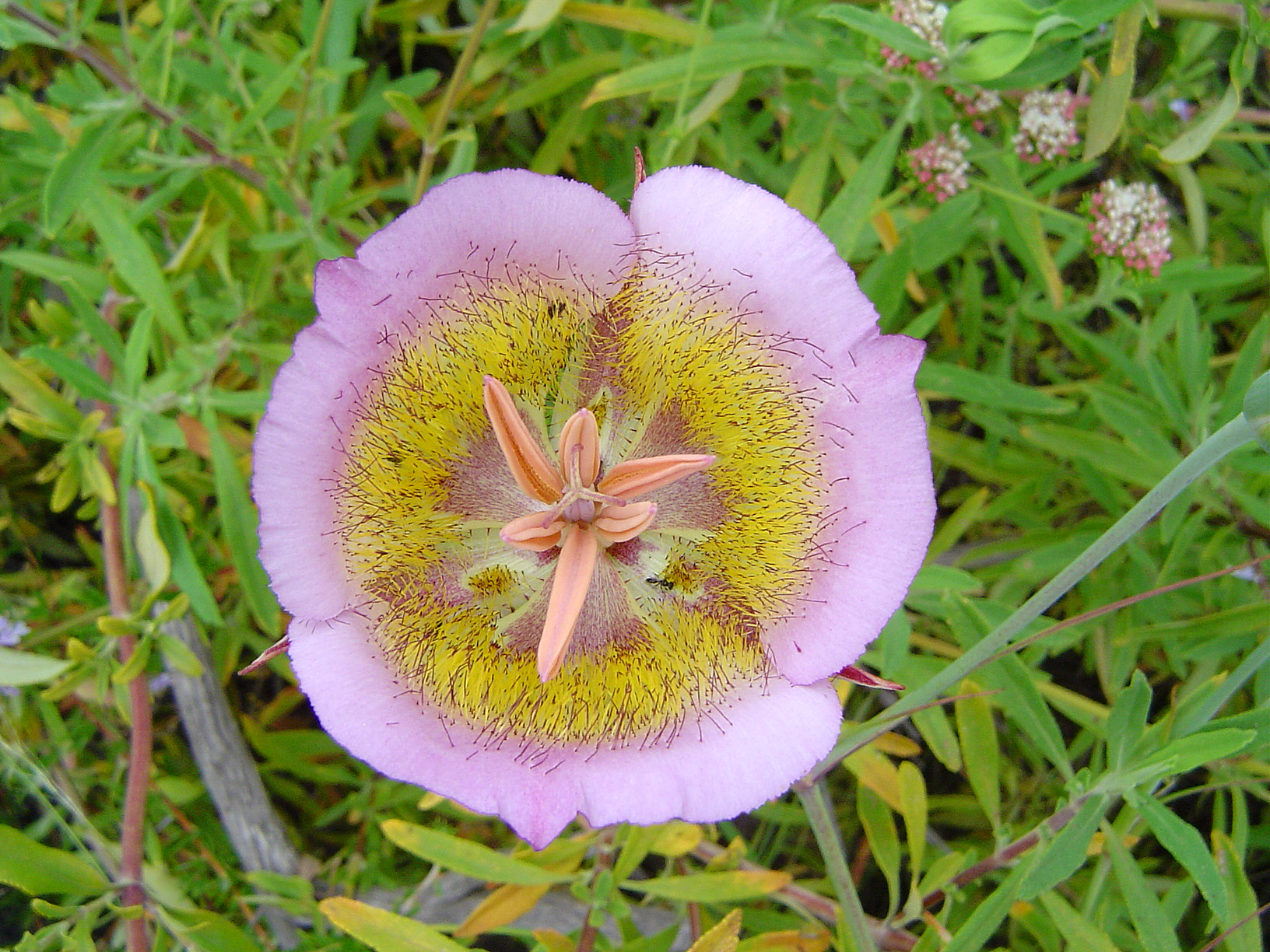
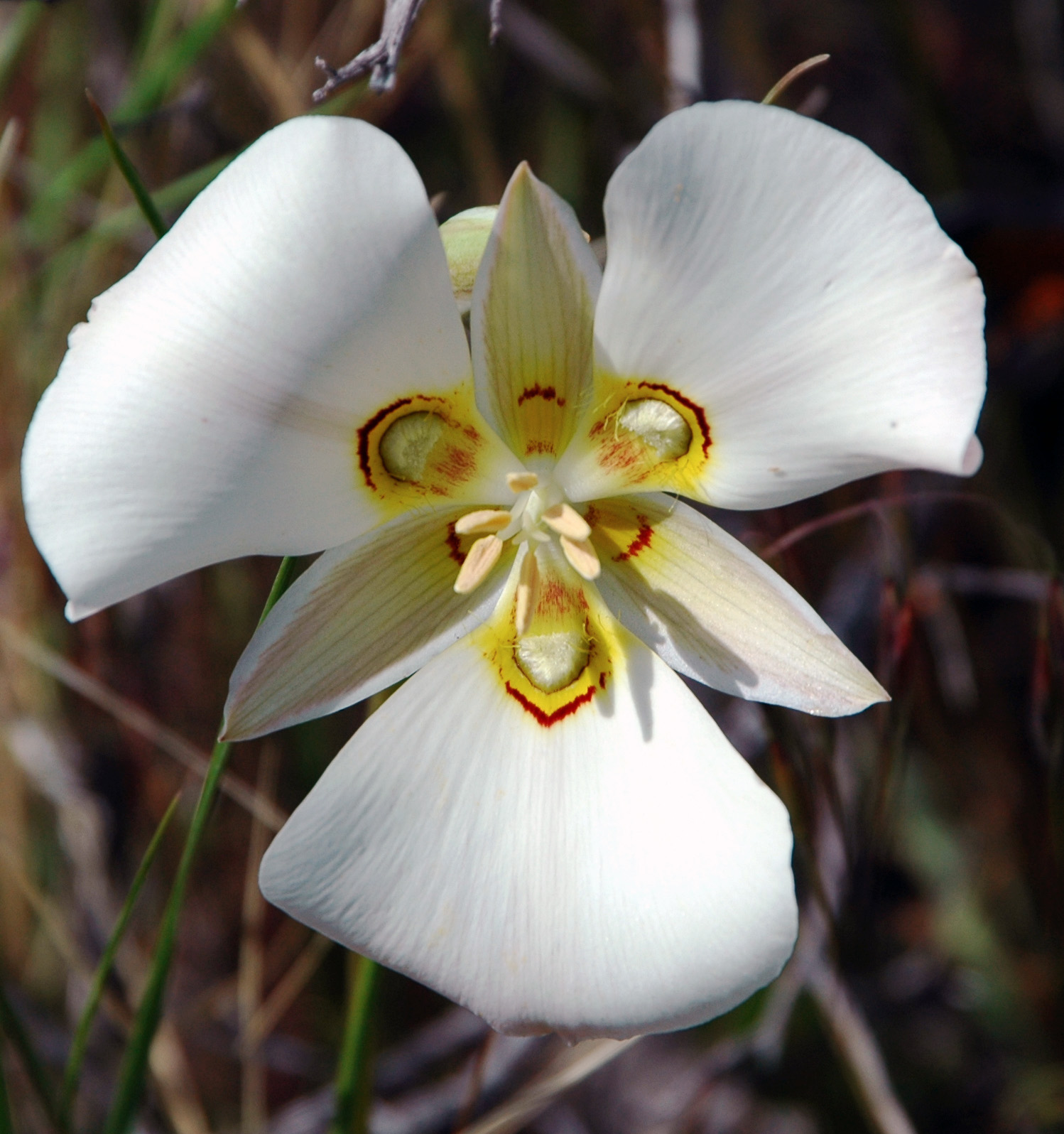

## Dottertaxa tillCalochortus, i alfabetisk ordning[1]
- Calochortus albus
- Calochortus amabilis
- Calochortus ambiguus
- Calochortus amoenus
- Calochortus apiculatus
- Calochortus argillosus
- Calochortus aureus
- Calochortus balsensis
- Calochortus barbatus
- Calochortus bruneaunis
- Calochortus catalinae
- Calochortus cernuus
- Calochortus ciscoensis
- Calochortus clavatus
- Calochortus coeruleus
- Calochortus concolor
- Calochortus coxii
- Calochortus dunnii
- Calochortus elegans
- Calochortus eurycarpus
- Calochortus excavatus
- Calochortus exilis
- Calochortus fimbriatus
- Calochortus flexuosus
- Calochortus foliosus
- Calochortus fuscus
- Calochortus ghiesbreghtii
- Calochortus greenei
- Calochortus gunnisonii
- Calochortus hartwegii
- Calochortus howellii
- Calochortus indecorus
- Calochortus invenustus
- Calochortus kennedyi
- Calochortus leichtlinii
- Calochortus longibarbatus
- Calochortus luteus
- Calochortus lyallii
- Calochortus macrocarpus
- Calochortus marcellae
- Calochortus mendozae
- Calochortus minimus
- Calochortus monanthus
- Calochortus monophyllus
- Calochortus nigrescens
- Calochortus nitidus
- Calochortus nudus
- Calochortus nuttallii
- Calochortus obispoensis
- Calochortus palmeri
- Calochortus panamintensis
- Calochortus persistens
- Calochortus plummerae
- Calochortus pringlei
- Calochortus pulchellus
- Calochortus purpureus
- Calochortus raichei
- Calochortus simulans
- Calochortus spatulatus
- Calochortus splendens
- Calochortus striatus
- Calochortus subalpinus
- Calochortus superbus
- Calochortus syntrophus
- Calochortus tiburonensis
- Calochortus tolmiei
- Calochortus umbellatus
- Calochortus umpquaensis
- Calochortus uniflorus
- Calochortus weedii
- Calochortus venustulus
- Calochortus venustus
- Calochortus vestae
- Calochortus westonii